# デビスモンサン空軍基地
デビスモンサン空軍基地（デビスモンサンくうぐんきち、英: Davis-Monthan Air Force Base）は、アリゾナ州ツーソンに位置するアメリカ空軍の基地である。
基地は1925年に開設された。第二次世界大戦中は爆撃機の訓練基地であった。大戦後にその乾燥した気候を利用し、「飛行機の墓場」として予備状態および退役した機体の保管場所としても利用されるようになる。訓練部隊・実戦部隊の基地機能も維持されており、2008年時点で航空戦闘軍団 (ACC) 傘下の第12空軍の司令部が所在している。

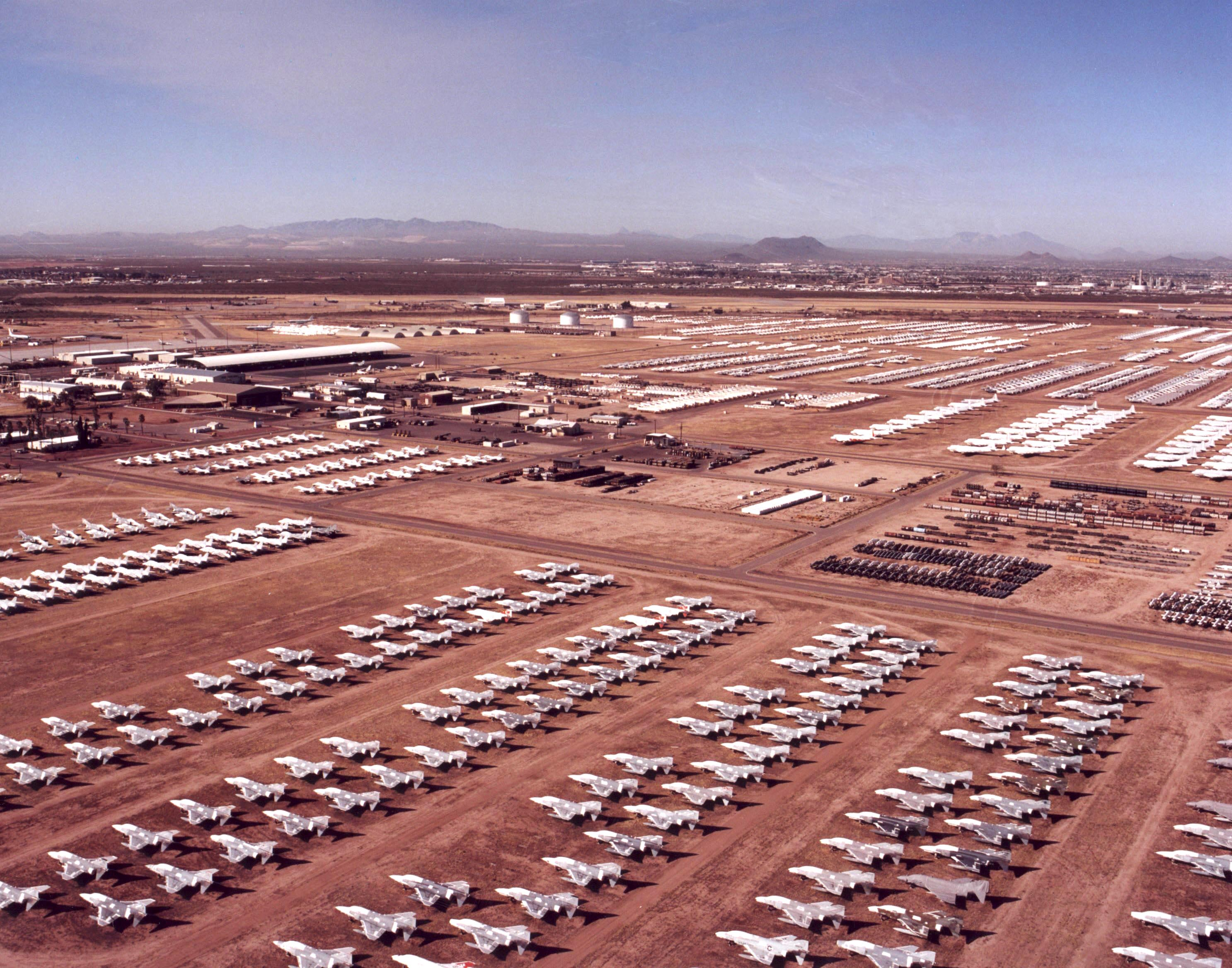
デビスモンサン空軍基地の飛行機の墓場